# لالینتسی
لالینتسی (به صربی: Lalinci) یک روستا در صربستان است که در Ljig واقع شده‌است.